# Jacinto Gimbernard
Jacinto Carlos Gimbernard Pellerano (* 17. September 1931 in Santo Domingo; † 24. Mai 2017) war ein dominikanischer Geiger und Schriftsteller, kurzfristig war er auch Dirigent.

## Leben
Jacinto Gimbernard hatte ab dem sechsten Lebensjahr Musikunterricht bei Willy Kleimberg und studierte dann bei Ernesto Leroux und Danilo Belardinelli. Dreizehnjährig trat er als zweiter Violinist in das Orquesta Sinfónica Nacional ein, rückte zu den ersten Violinisten auf und wurde schließlich Konzertmeister des Orchesters. Diese Stelle hatte er mehr als dreißig Jahre inne.
In dieser Funktion führte er Violinkonzerte von Lalo, Glasunow, Mozart, Tschaikowski, Beethoven, Bach, Bruch und anderen auf. Zur Eröffnung des Teatro Nacional spielte er das Poème für Violine und Orchester von Ernest Chausson. Von 1980 bis 1984 war er Direktor des Orquesta Sinfónica Nacional. Daneben spielte er auch in verschiedenen kammermusikalischen Formationen.
Er hatte Auftritte in Frankreich, Deutschland, den USA, Puerto Rico und El Salvador, spielte Rundfunkaufnahmen ein und unterrichtete am Conservatorio Nacional de Música. Schließlich wirkte er als Direktor der Fundación Corripio und Programmdirektor einer täglichen Bildungssendung des Kultusministeriums.
Daneben verfasste Gimbernard zahlreiche Artikel für Zeitschriften sowie historische Schriften. Seine Historia de Santo Domingo (1966) fand jahrelang Verwendung im Schulunterricht. Neben weiteren historischen und (musik)didaktischen Werken verfasste er auch literarische Werke wie den Roman Medalaganario (1980). Gimbernard war mit der Pianistin Miriam Ariza verheiratet.

## Werke
- Historia de Santo Domingo, 1966
- La identidad del hombre, Essays, 1968
- Acción y presencia del mal, Essays, 1974
- Trujillo, historische Studie, 1976
- Medalaganario, Roman, 1980
- Siete historias de divorcio, 1981
- Educación musical, 1982
- Rutas del arte musical, 1995
- Rutas de la cultura universal, 1997
- Treinta relatos sinfónicos, 2000
- Narraciones de vuelta al mundo, 2000
- Los Grau, Roman, 2005